# Кайлі Блюз
«Кайлі Блюз» (кит. трад. 路边野餐, піньїнь: Lù biān yěcān, буквально «Пікнік на узбіччі») — китайський драматичний фільм, знятий Бі Ганем. Прем'єра стрічки в Україні відбулась 17 липня 2016 року на Одеському міжнародному кінофестивалі. Фільм розповідає про лікаря Чень Шена, який вирішує виконати бажання його покійної матері та податися у подорож потягом на пошуки покинутої дитини його брата.

## У ролях
- Чень Юнчжун — Чень Шен
- Ло Фейян — Вейвей (у дитинстві)
- Сє Лісюнь — Божевільне Обличчя
- Чжао Дацін — лікар
- Цінь Гуанцянь — Хуан Сань
- Ю Шісюе — Вевейвей (підліток)
- Го Юе — Янян
- Ян Цзохуа — Мавпа
- Цзен Шуай — Винний Привид
- Лю Ліньянь — Чжан Сі
- Члени банди:
  - Ян Цзянчуань
  - Оу Менцзюнь
  - У Дешуей
  - Сун Дачен
  - Ляо Дункай